# Kobierzyce (gmina)
Kobierzyce est une gmina rurale du powiat de Wrocław, Basse-Silésie, dans le sud-ouest de la Pologne. Son siège est le village de Kobierzyce.
La gmina couvre une superficie de 149,11 km2 pour une population de 14 508 habitants.

## Géographie
La gmina est bordée par la ville de Wrocław et les gminy de Borów, Jordanów Śląski, Kąty Wrocławskie, Siechnice, Sobótka et Żórawina.
La gmina contient les villages de Bąki, Bielany Wrocławskie, Biskupice Podgórne, Budziszów, Chrzanów, Cieszyce, Damianowice, Dobkowice, Domasław, Jaszowice, Kobierzyce, Królikowice, Krzyżowice, Księginice, Kuklice, Magnice, Małuszów, Nowiny, Owsianka, Pełczyce, Pustków Wilczkowski, Pustków Żurawski, Racławice Wielkie, Rolantowice, Ślęza, Solna, Szczepankowice, Tyniec Mały, Tyniec nad Ślęzą, Wierzbice, Wysoka, Żerniki Małe et Żurawice.